# 小津久足
小津 久足（おづ ひさたり、文化元年8月12日（1804年9月15日） - 安政5年11月13日（1858年12月17日））は、江戸時代後期の商人、蔵書家、紀行家。伊勢国松坂の豪商、干鰯問屋湯浅屋の6代目当主。幼名は安吉。通称は新（進）蔵、与右衛門（よえもん）。号は桂窓（けいそう）。父は徒好（友能）（ともよし）、母はひな。

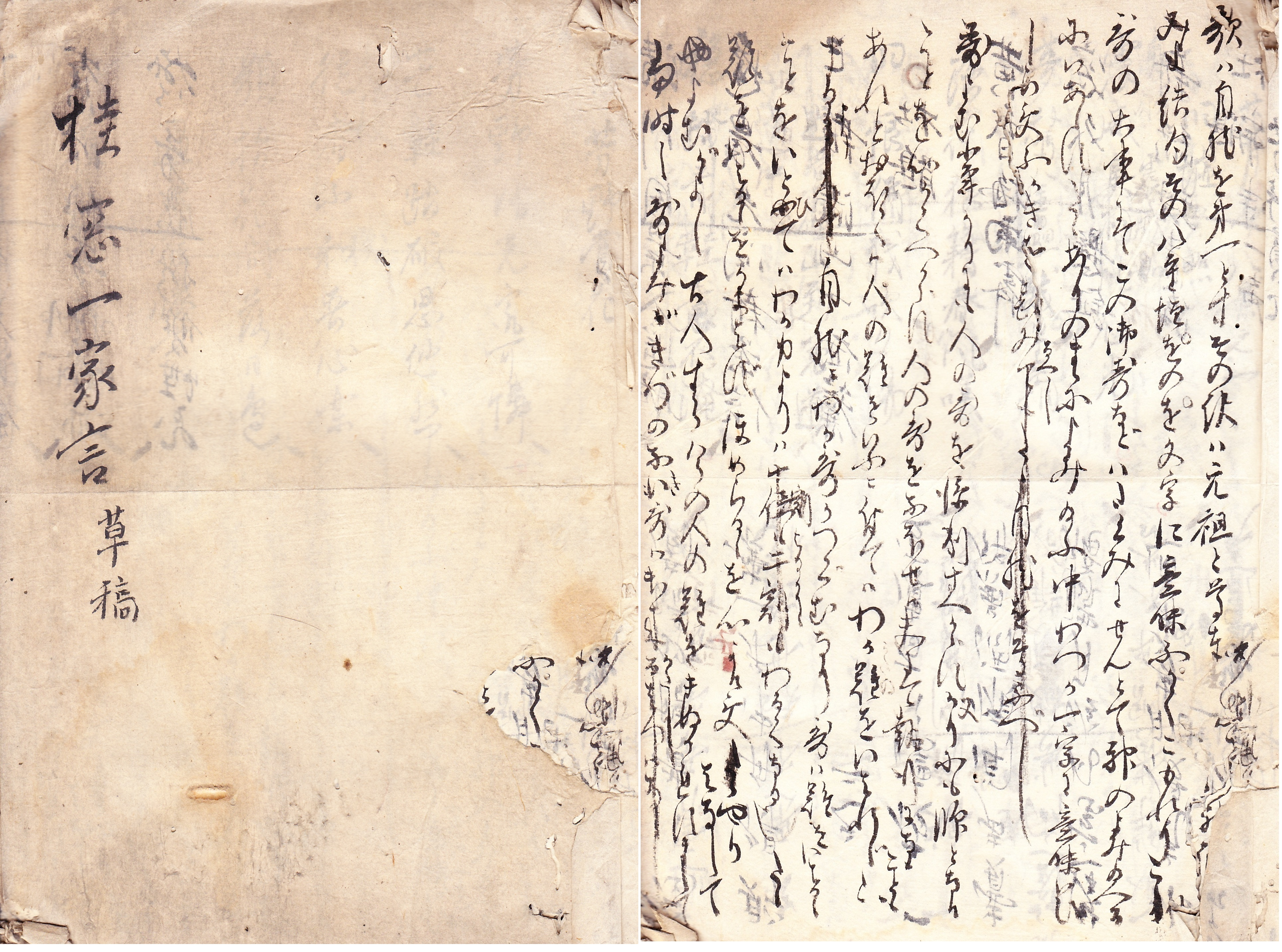
『桂窓一家言』（草稿）

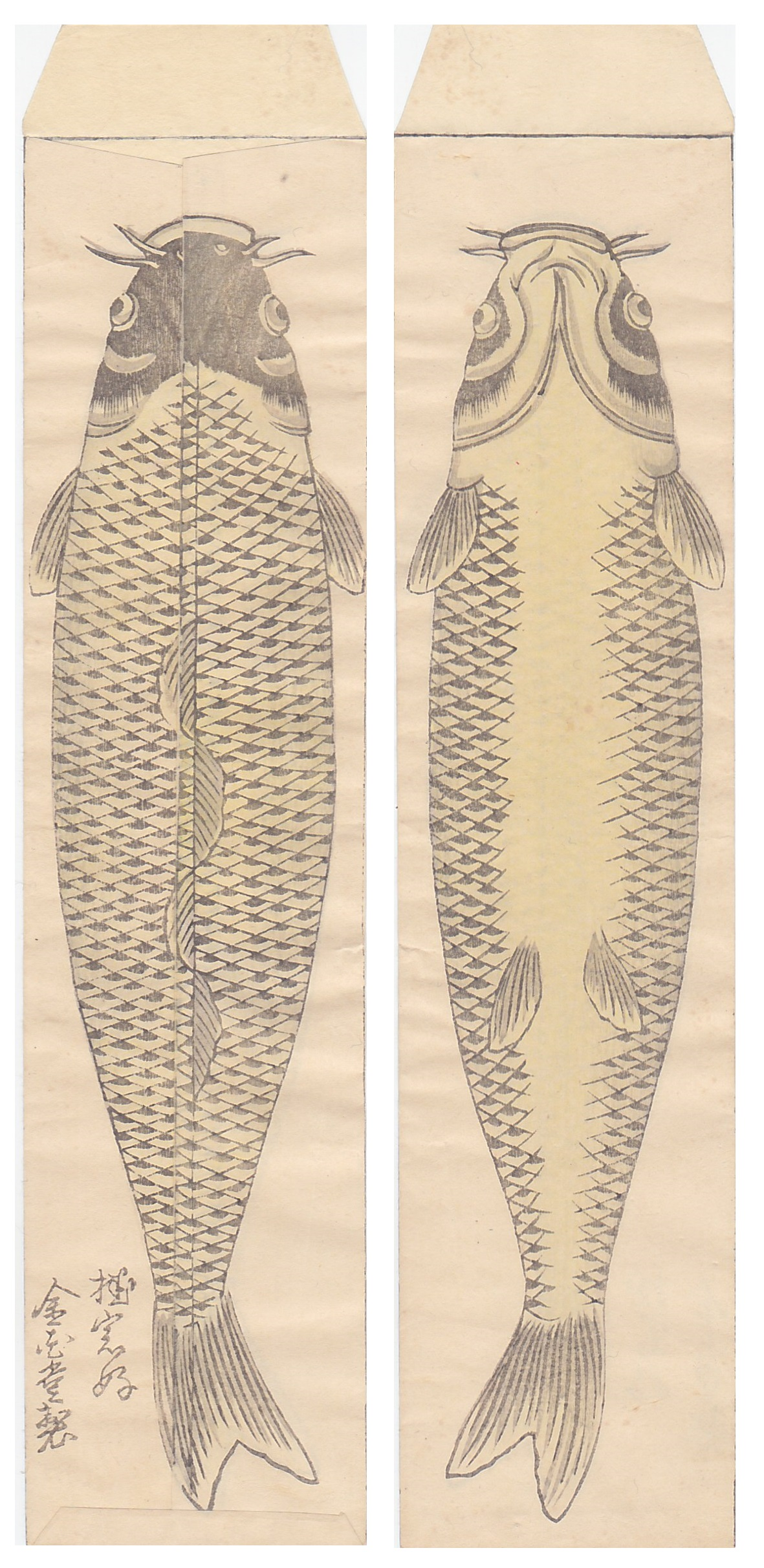
桂窓好封筒（鯉）

## 生涯
江戸深川に店を構える豪商湯浅屋の6代目として、文化元年（1804年）松坂西ノ荘の本宅で生まれる。
14歳で本居春庭に師事し国学・和歌を学ぶ。文政5年（1822年）に家督を継いだ後も詠歌に励み、文政11年（1828年）春庭が没した後はその継嗣である有郷の後見人となって歌会を取り仕切った。天保8年（1837年）に家督を婿に譲り稼業を退いた後も詠歌を続け、生涯に7万首以上の歌を詠む。『文政元年久足詠草』など40を超える歌稿本、歌論書として『桂窓一家言』を記す。
紀行家としての久足は、19歳の時に綴った『吉野の山づと』をはじめとして『陸奥日記』など生涯に46点の紀行文を残すが、その作品は友人である曲亭馬琴をして「大才子」と評価される程質の高いものである。
また久足は蔵書家としても知られており、幅広い分野の書籍、数万巻を所蔵した西荘文庫は曲亭馬琴・本居宣長・上田秋成らの自筆本などの貴重な本を多数含む、近世後期を代表する文庫である。
馬琴の愛読者であった久足は同郷の友人殿村篠斎の紹介により知己となって以降、八犬伝など作品に対する詳細な批評を馬琴に送る。馬琴もまた久足の批評に対して丁寧に回答するなど、「馬琴三友」の一人として親密な交際を続けた。
安政5年（1858年）、死去。享年55。墓所は三重県松阪市の養泉寺。
映画監督の小津安二郎は久足の異母弟の孫、英文学者の小津次郎は玄孫にあたる。

## 評伝
- 菱岡憲司『大才子 小津久足―伊勢商人の蔵書・国学・紀行文』（中公選書、2023年）、ISBN 978-4121101341